# Hainsbach
Hainsbach ist ein Stadtteil von Geiselhöring und eine Gemarkung im niederbayerischen Landkreis Straubing-Bogen. Bis 1978 bestand die Gemeinde Hainsbach.

## Geographie
Das Pfarrdorf Hainsbach liegt etwa zweieinhalb Kilometer südöstlich von Geiselhöring im Donau-Isar-Hügelland.
Die Gemarkung Hainsbach (Gemarkungsschlüssel 5651) hat eine Fläche von 1605,51 Hektar und die beiden Gemarkungsteile 0 und 1. Der Gemarkungsteil 0 mit einer Fläche von etwa 1408 Hektar liegt in der Stadt Geiselhöring, Gemarkungsteil 1 mit einer Fläche von etwa 198 Hektar liegt in der Gemeinde Leiblfing.
| Gemarkung Hainsbach | Gemarkung Hainsbach | Fläche in Hektar | Gemeindeteile auf dem Gemarkungsteil                                   |
| Gemarkung Hainsbach | Gemarkung Hainsbach | 1605,51          | Gemeindeteile auf dem Gemarkungsteil                                   |
| ------------------- | ------------------- | ---------------- | ---------------------------------------------------------------------- |
| Gemarkungsteil 0    | Stadt Geiselhöring  | 1407,98          | Dungerfalter, Gingkofen, Hainsbach, Kleinwissing, Königswinkl, Wissing |
| Gemarkungsteil 1    | Gemeinde Leiblfing  | 0197,54          | Haidersberg, Siffelbrunn                                               |

## Geschichte
Die erste urkundliche Nennung Hainsbachs stammt aus dem Jahre 1031 im Rotulus, einem Bezirksverzeichnis von Kloster St. Emmeram in Regensburg. In den frühesten Nachrichten über Hainsbach wird von einem Heinrich von Hainsbach um 1200 berichtet. Eine Burg (castrum) ist in Hainlenspach erstmals im 13. Jahrhundert im Lehensbuch des Klosters St. Emmeram bezeugt. Die Herren auf der Burg wechselten häufig in den folgenden Jahrzehnten.

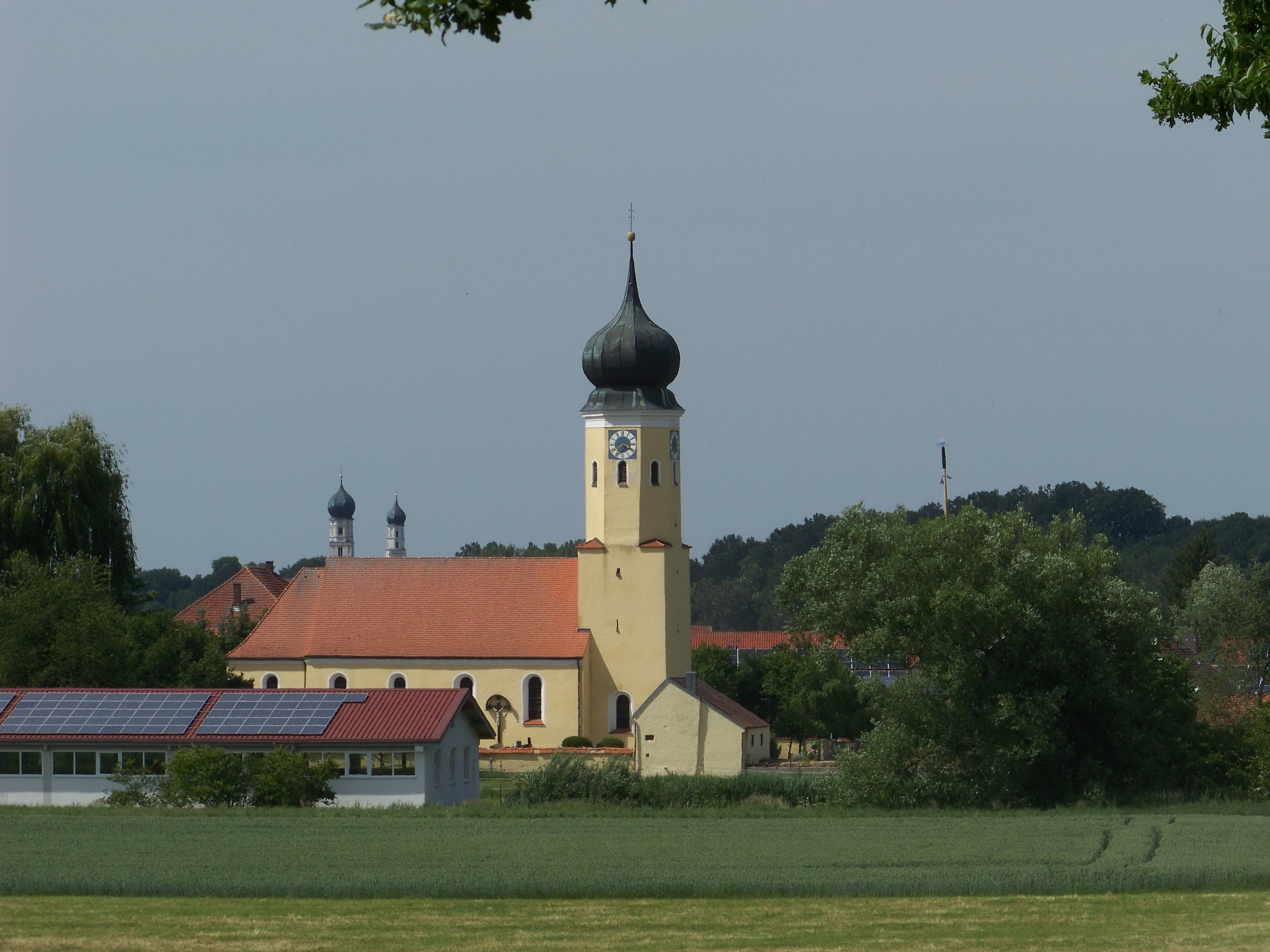
Ortsansicht von Haindling vom Waldrand bei Ginkofen

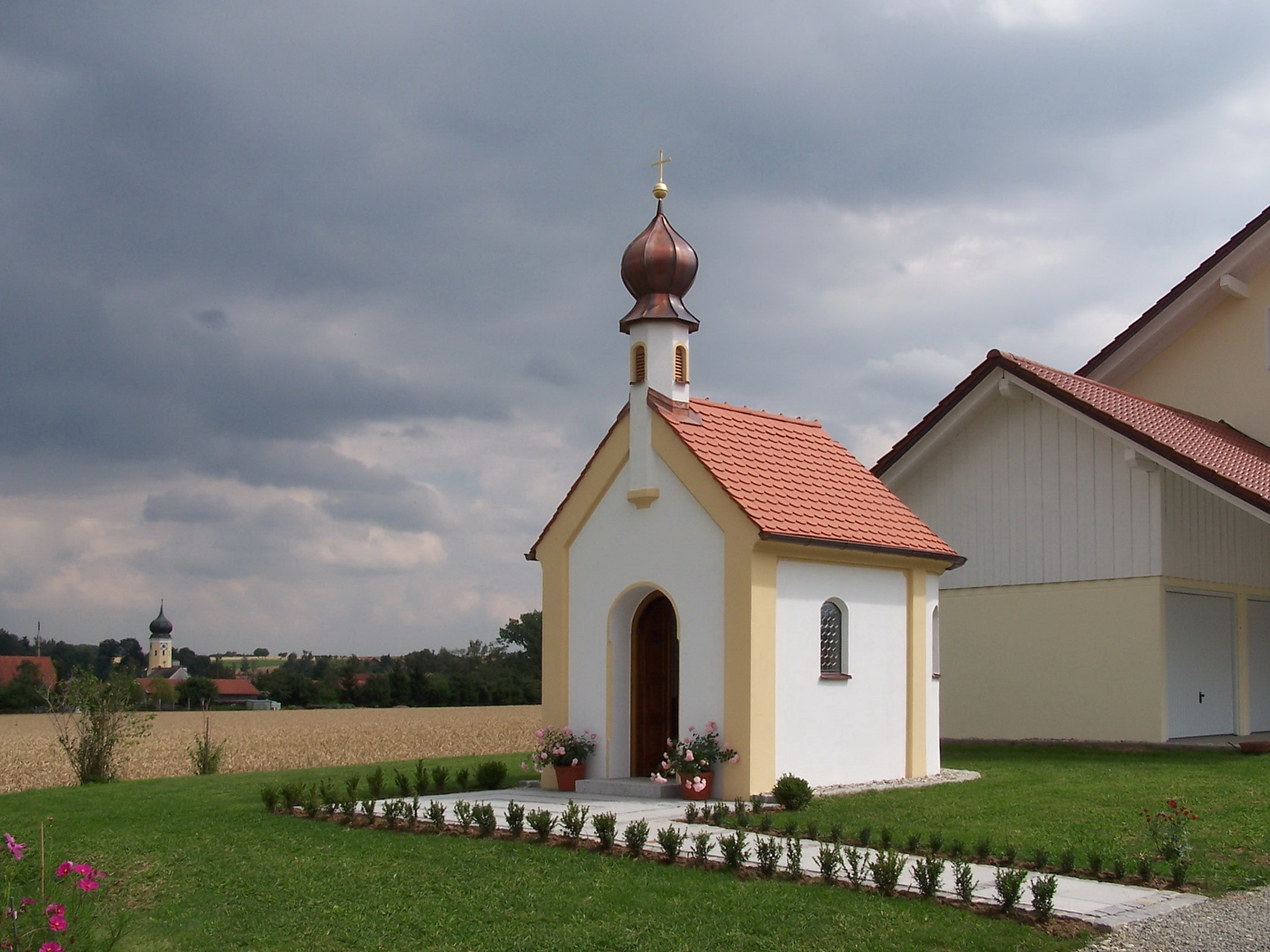
Spitzwegkapelle, im Hintergrund die Pfarrkirche

Ab 1575 wurde Hainsbach geschlossene Hofmark. Es wurde sogar ein Hofmarkrichter ernannt, der zur Ausübung der niederen Gerichtsbarkeit eingesetzt wurde und aufgrund der Burg bzw. des Schlosses den Titel Pfleger innehatte. Die Hofmark Hainsbach zusammen mit den benachbarten Hofmarken Gingkofen und Haindling wurde zu einem der wichtigen wirtschaftlichen Zentren des Klosters St. Emmeram. Alle drei Hofmarken wurden vom Pfleger verwaltet, der seinen Sitz im Schloss Hainsbach hatte. Außerdem war Hainsbach eine wichtige Station für Durchreisende, denn es lag direkt an der Salztransportstraße Salzburg-Regensburg.
Als 1632 im Dreißigjährigen Krieg Regensburg von Schweden bedroht wurde, hatte man den St. Emmeramer Kirchenschatz nach Hainsbach gebracht. Nach dem Krieg dezimierte die darauffolgende Pest die Dorfbewohner, und es lagen bis 1650 noch ein Viertel der Höfe öd und ruiniert darnieder. Am 24. Oktober 1704 wurde das Schloss von 'Freipartheygängern' (Plünderern) überfallen. Der Probstrichter konnte sich nur durch einen Sprung aus dem Fenster in den Schlossweiher retten.
Durch die Säkularisation in Bayern von 1803 wurde auch das Reichskloster St. Emmeram in Regensburg aufgehoben. Als unterste Verwaltungsbehörde wurde ab dem Jahre 1808 die Gemeinde Hainsbach mit einem Gemeindevorsteher an der Spitze geschaffen. 1813 wurde Minister Maximilian Graf von Montgelas Hofmarksherr von Hainsbach. Das Schloss wurde 1814 abgebrochen und die Hofmark an verschiedene Käufer versteigert. Im Revolutionsjahr 1848 wurde die Grundherrschaft in Bayern allgemein aufgehoben.
Im Rahmen der Gebietsreform in Bayern kam die Gemeinde Hainsbach, die zum 1972 aufgelösten Landkreis Mallersdorf gehörte, zum neu gebildeten Landkreis Straubing-Bogen. Am 1. Mai 1978 wurde sie aufgelöst und die Gemeindeteile Dungerfalter, Gingkofen, Hainsbach, Kleinwissing, Königswinkl und Wissing in die Stadt Geiselhöring eingegliedert, die Gemeindeteile Haidersberg und Siffelbrunn kamen zur Gemeinde Leiblfing.

## Sehenswürdigkeiten
- Pfarrkirche St. Johannes. Sie wurde auf der Grundlage einer einschiffigen romanischen Anlage um 1712 erweitert und im barocken Stil umgestaltet. 1786 wurde auch der Turm erhöht und mit einer barocken Zwiebelkuppel versehen. 1902 wurde die Kirche nochmals verlängert und mit einer Empore versehen. Der Hochaltar stammt aus dem Jahr 1715. Die beiden gotischen Altarfiguren Petrus und Paulus (um 1490) stammen aus der 1924 abgebrochenen Kirche in Haindlingberg und sind erst seit 1960 in Hainsbach.
- Spitzwegkapelle, erbaut 2005

## Vereine
- Dorffrauen
- ETSV Hainsbach
- Freiwillige Feuerwehr Hainsbach
- Jugend- und Kinderchor Hainsbach-Haindling
- Katzenhilfe Hainsbach e. V.
- Krieger- und Soldaten-kameradschaft Hainsbach
- KLJB Hainsbach
- Marianische Männerkongregation Hainsbach
- Motorradfreunde Hainsbach
- Rallyefreunde Hainsbach
- Schützenverein Wildschütz Hainsbach
- Kljb Hainsbach